# Идиот (фильм, 1958)
«Идио́т» («Настасья Филипповна») — советский художественный фильм по мотивам первой части романа Фёдора Достоевского, снятый Иваном Пырьевым в 1958 году и обозначенный в титрах как «часть первая». Сценарий был написан режиссёром за десять лет до начала съёмок. «Единым нервом» ленты являются события, разворачивающиеся вокруг главной героини — Настасьи Филипповны. Фильм стал кинематографическим дебютом для актрисы Юлии Борисовой, сыгравшей роль Настасьи Филипповны, и значительной вехой в творческой биографии Юрия Яковлева, исполнившего роль князя Мышкина. Предполагалось, что вслед за первой частью будет снята вторая, имевшая в сценарии название «Аглая». Однако Пырьев, по словам киноведа Ростислава Юренева, «не нашёл художественных средств для трагических обстоятельств второй половины книги и оставил экранизацию незавершённой». Музыкальное оформление к ленте создал композитор Николай Крюков, автор слов к песням — Михаил Матусовский.
Съёмки проходили в 1957—1958 годах в павильонах «Мосфильма» и на натурных объектах Ленинграда. Декорации интерьеров были созданы художником-постановщиком Сталеном Волковым. Выход фильма на экраны СССР состоялся 12 мая 1958 года. В течение года ленту посмотрели более 30 миллионов зрителей. В 1959 году картина получила второй приз Всесоюзного кинофестиваля в Киеве.

## Сюжет
Действие фильма начинается в вагоне поезда, следующего до Санкт-Петербурга. Здесь происходит знакомство князя Льва Николаевича Мышкина (Юрий Яковлев), который возвращается в Россию после четырёхлетнего лечения в швейцарском санатории, с богатым купцом Парфёном Рогожиным (Леонид Пархоменко). От него Мышкин впервые слышит о некой Настасье Филипповне Барашковой — бывшей содержанке дворянина Тоцкого. Позже имя Настасьи Филипповны звучит в доме Епанчиных — единственных родственников князя, а также в кругу близких обедневшего генерала Иволгина, сын которого Ганя (Никита Подгорный) должен — согласно расчёту состоятельных покровителей — жениться на этой женщине, имеющей репутацию «падшей». В доме Епанчиных князь Мышкин впервые видит портрет Барашковой и приходит к выводу, что «лицо весёлое, а ведь она ужасно страдала… вот не знаю, добра ли она».
Сама Настасья Филипповна (Юлия Борисова) впервые появляется в фильме в тот момент, когда в доме Иволгиных назревает скандал: мать и сестра Гани, считающие Барашкову «бесстыжей» особой, протестуют против предстоящей свадьбы. Героиня с её подчёркнуто вызывающим поведением, откровенной бравадой и резкими репликами обостряет семейный конфликт до предела; Настасья Филипповна словно стремится «превзойти самые страшные опасения родных Гани». Перепад в настроении происходит сначала в эпизоде, когда в дом Иволгиных приходит Рогожин, — его прибытие в компании нетрезвых приятелей неуловимо меняет манеру общения героини, в ней появляется некое «внутреннее смущение». Второй слом возникает в сцене, когда Мышкин, пытаясь погасить ссору, получает от Гани пощёчину. Смех Настасьи Филипповны обрывается, она порывисто бросается к матери Гани, просит у неё прощения и покидает дом Иволгиных.
Следующая большая сцена с участием Настасьи Филипповны происходит в её апартаментах во время приёма, приуроченного к дню рождения хозяйки. К каждому из гостей у героини — свой подход и своё обращение, от сарказма до презрения. Единственным визитёром, перед которым Барашкова предстаёт страдающе-мягкой и женственной, является князь Мышкин. Поблагодарив его за то, что «первый раз человека видела», Настасья Филипповна берёт пачку рогожинских денег, бросает их в камин и предлагает Гане вынуть их из огня голыми руками: «Вытащишь — твоя! Все сто тысяч — твои!» Эпизод заканчивается тем, что не выдержавший напряжения Ганя падает в обморок, а Настасья Филипповна, понаблюдав за поведением присутствующих, сама извлекает слегка обгоревшую пачку из огня, бросает её Иволгину-младшему и уезжает с Рогожиным.

## Сценарий
Желание экранизировать роман Достоевского возникло у Пырьева задолго до начала постановки. Ещё в 1943 году, находясь в алма-атинской эвакуации, режиссёр рассказывал своему коллеге Сергею Эйзенштейну об идее снять фильм по мотивам «Идиота». Сценарий для картины был написан Пырьевым несколько позже — в 1948 году (по другим источникам — в 1947-м), хотя в ту пору шансов воплотить замысел он практически не имел: с 1920-х годов вплоть до хрущёвской оттепели творчество Достоевского находилось в СССР под негласным запретом. При сценарной переработке романа Пырьев опустил большое количество сцен и диалогов, выбрав в качестве «единого нерва» те события, что разворачивались вокруг Настасьи Филипповны. Впоследствии, объясняя своё представление об экранном воплощении «Идиота», режиссёр говорил: «Стоит, вспоминая содержание романа, как бы слегка прищуриться; тогда исчезнет из поля зрения второстепенное и остаются человек и власть денег».
В 1955 году, возглавив киностудию «Мосфильм», Пырьев вернулся к замыслу поставить «Идиота». Желание обратиться к Достоевскому режиссёр объяснил «нарастающей внутренней неудовлетворённостью» и стремлением поработать над сложным творческим материалом: «Приступая к экранизации романа Достоевского, я лишался всех своих навыков и вступал в как бы неведомую для меня область». Сочтя, что обращаться с заявкой на имя директора киностудии, то есть самого себя, некорректно, Пырьев вышел с предложением об экранизации «Идиота» в Министерство культуры СССР. Получив одобрительный вердикт, режиссёр представил готовый сценарий картины худсовету «Мосфильма». По задумке Пырьева, фильм должен был состоять из двух частей — «Настасья Филипповна» и «Аглая» (вторая часть так и не была снята). На заседании худсовета, состоявшемся девятого декабря 1955 года, кинематографисты одобрили замысел режиссёра, однако быстро приступить к работе он не смог, потому что не видел в тот момент актёра, способного исполнить роль князя Мышкина. Чтобы сценарий не лежал без движения, Пырьев предложил осуществить постановку «Идиота» Сергею Юткевичу. Тот согласился приступить к съёмкам, но вскоре отказался от экранизации, поскольку точно так же столкнулся с проблемой отсутствия исполнителя главной роли.

## Отбор актёров
По воспоминаниям Пырьева, съёмки «Идиота» могли бы не начаться, если бы при рассмотрении кинопроб для фильма Григория Чухрая «Сорок первый» он не увидел выпускника театрального училища имени Щукина Юрия Яковлева. Как директор «Мосфильма» Пырьев участвовал в утверждении исполнителей ключевых ролей во всех картинах, создаваемых на киностудии, и Яковлев показался ему подходящим претендентом на роль Говорухи-Отрока. Чухрай, однако, решил взять на эту роль Олега Стриженова.

Шли дни, а передо мной всё ещё стоял увиденный мною молодой актёр. Внезапно я понял, что в моём представлении он связывается с образом князя Мышкина. Те же глаза — глубокие, умные, добрые, словом, такие, какими их описал Достоевский. Да не только глаза — во всём облике артиста ощущалось какое-то природное благородство. — Иван Пырьев
Поняв, что исполнитель роли князя Мышкина найден, режиссёр вернулся к идее экранизации «Идиота» и пригласил Яковлева на «Мосфильм». После проведённых кинопроб актёр был утверждён на главную роль; другие претенденты Пырьевым даже не рассматривались.
Достаточно сложно проходили поиски актрисы, способной воплотить на экране образ Настасьи Филипповны. В подготовительный период найти «героиню» не удалось, и кинопробы с участием театральных актрис Москвы продолжались непосредственно во время съёмочного процесса. В число претенденток на роль Барашковой входила Евгения Козырева — для неё были даже были пошиты костюмы. Когда была отснята четверть картины, её создатели обратили внимание на молодую артистку Театра имени Вахтангова Юлию Борисову. Она почти не имела кинематографического опыта и поначалу отказалась от роли Барашковой. Согласие от Борисовой было получено, когда остались неотснятыми только сцены с Настасьей Филипповной. Времени на репетиции и постепенную разработку рисунка роли уже не оставалось, и актриса практически сразу вышла на съёмочную площадку в платье, сшитом для Козыревой.

## Создание фильма
Двенадцатого июля 1957 года в Министерстве культуры СССР вышел приказ о запуске первой части («Настасья Филипповна») в производство с указанием срока сдачи готовой ленты — не позднее 6 февраля 1958 года. Бюджет картины был для того времени весьма скромным — 3 930 000 рублей. Пырьев, формируя киногруппу, пригласил на должность оператора Валентина Павлова, с которым постоянно сотрудничал, начиная с фильма «Любимая девушка» (1940). Художником-постановщиком был назначен Стален Волков, художником по костюмам — Константин Савицкий. Музыкальное оформление ленты было предложено осуществить композитору Николаю Крюкову, работавшему в таких картинах Пырьева, как «Сказание о земле Сибирской» и «Конвейер смерти».

### Цветовое решение
Ещё на подготовительном этапе съёмочная группа должна была решить вопросы, связанные со стилистикой картины, построением мизансцен и форматом кадров. По словам Пырьева, доминирование в «Идиоте» крупного плана было вызвано стремлением показать спектр чувств на лицах героев, приблизить к зрителям их глаза — «такое решение логически вытекало из романов Достоевского». Обсуждение трактовки ленты, её интонации поставило съёмочную группу перед необходимостью определиться, будет ли это цветное кино или чёрно-белое. Изучая иллюстрации к произведениям Достоевского, художники фильма обратили внимание на то, что изображения к его повестям и романам часто выполнены в графике. Тем не менее, как впоследствии признавался режиссёр, создателей картины «влекло к цвету»:

Ещё в самом начале работы нам мерещились такие кадры, как пролившееся от испуганного движения Гани красное вино, растекающееся лужей крови. В сопоставлении со словами князя это должно было рождать предчувствие беды. В нашем представлении многое из происходящего сливалось с отблесками свечей в люстрах, канделябрах и бра, кровавых языков горящего камина и так далее. Все это, как нам казалось, требовало цвета. <…> В цвете мы искали эмоционального дополнения к кадру, а не его раскраски.— Иван Пырьев
Колористическое решение в картине, как отмечают исследовали, было построено на противопоставлении двух основных цветов — красного и серо-голубого. Яркий цвет роскоши и страсти преобладает в гостиной Настасьи Филипповны и — частично — в помещениях генерала Епанчина; холодноватая гамма присутствует в кадрах, показывающих улицы Петербурга и дом Иволгиных. Душевное состояние главных героев создатели фильма стремились передать также через игру цвета и света — это проявляется, к примеру, в эпизоде, когда князь Мышкин, словно пребывающий в «ином измерении», вспоминает о трагической судьбе односельчанки Мари: рассказчик сидит в комнате Епанчиных на фоне портьеры, красный цвет которой соотносится с огнём в камине и горящими свечами в канделябрах. Далеко не все критики из современников Пырьева приняли и цветовую насыщенность ленты, и контрастность сочетаний. Так, киновед Людмила Погожева писала в 1958 году на страницах журнала «Искусство кино» (№ 7), что избыточная яркость цвета в «Идиоте» порой граничит с вульгарностью — это касается прежде всего сцены в квартире у Настасьи Филипповны. Кроме того, Погожева упрекнула создателей картины за «претенциозность костюмов героев, излишнюю пестроту красок, тяжёлую роскошь декораций».

### Интерьеры, декорации
Основная часть съёмок проходила в павильонах «Мосфильма». Там снимали не только интерьеры помещений, в которых проживают герои, но и непосредственно городские эпизоды. С помощью декораций художник-постановщик Стален Волков и его ассистенты «строили» улицы, мосты, каналы, парки. Поскольку действие картины происходит зимой, то для уличных сцен использовалась разрезанная бумага, имитирующая снег, а также гипс и вата. Чтобы максимально правдиво воспроизвести атмосферу российской столицы XIX века, создатели картины предварительно изучали печатные материалы об архитектуре, бытовых условиях, костюмах того времени, в том числе написанные в форме литературных экскурсий книги культуролога и градоведа Николая Анциферова.
Натурных съёмок, проходивших в Ленинграде, было сравнительно немного. Работа на городских объектах осложнялась тем, что отдельные эпизоды пришлось снимать весной, в условиях тающего снега. Для того чтобы достоверно показать проезд князя в санях по заснеженной улице, участники киногруппы засыпали бегущие ручьи сначала опилками, затем — гипсом. Чтобы прутья металлических заграждений выглядели заиндевелыми, их смазывали последовательно вазелином и нафталином. Этим же кристаллическим веществом присыпали верхнюю одежду героев, создавая иллюзию запорошённых снегом шуб и пальто.
По словам Пырьева, для создания образа города создатели фильма включили в уличные эпизоды узнаваемых персонажей из таких произведений Достоевского, как «Преступление и наказание», «Бедные люди», «Неточка Незванова». Были отсняты короткие сцены, в которых угадывались стоящий у парапета Родион Раскольников, сидящая на скамейке Соня Мармеладова. Однако при монтаже эти и другие фрагменты, утяжеляющие сюжетную канву, были исключены. Из всех «дополнительных» персонажей в картине остались лишь шарманщик и поющая девочка.

### Костюмы
В Театральном музее имени Бахрушина сохранились эскизы к костюмам главных героев фильма «Идиот». Судя по наброскам, изначальный замысел художников отличался от тех вариантов, что позже были представлены в ленте. Так, князь Мышкин на рисунках облачён в мешковатый серый костюм, а наряды Настасьи Филипповны по цвету кажутся более сдержанными, чем её одежды в фильме: на иллюстрациях доминируют светло-серые и чёрные тона. Нарисованные образы созданы с оглядкой на внешние данные исполнителей. В облике князя обращают на себя внимание бородка и страдальческие глаза; лицо Настасьи Филипповны скрыто под вуалью, но о страстности её натуры говорит сложное движение фигуры. Свидетельством того, что костюмы в картине выполняют роль художественного элемента, раскрывающего характеры, чувства и настроения персонажей, является уже первая сцена в вагоне поезда. В этой сцене камера показывает «тщательно костюмированных пассажиров» — это и проводник в форменном мундире, и Мышкин в сером широком плаще с шарфом, и Рогожин в тяжёлом тулупе из мерлушки. Князь и купец, сидящие друг против друга, явно принадлежат к разным социальным группам, однако выглядят поначалу как «зеркальные отражения»: «Оба бледные, с синевой под глазами».
Костюмы Настасьи Филипповны призваны, по мнению исследователя Анастасии Рябоконь, подчеркнуть внутреннее смятение, душевный разлад героини. Она облачена то в зелёную бархатную шубку, то в эффектное атласное платье с алой нижней юбкой, однако в её нарядах практически всегда присутствует яркая чёрная деталь — это либо вуаль, скрывающая выражение лица, либо перо в шляпе. Собственный день рождения она отмечает в платье опять-таки чёрного цвета. Костюм Аглаи Епанчиной иной — он строг, симметричен, в нём преобладают холодноватые оттенки. В фильме Пырьева Аглая неуловимо похожа не столько на Настасью Филипповну, сколько на её портрет, и князь при встрече с Епанчиной это отмечает. В облике Рогожина объектом внимания исследователей становится булавка в виде жука, которой заколот шарф персонажа (эта деталь есть и в романе Достоевского). Доктор филологических наук Татьяна Касаткина предполагает, что аксессуар в виде жука-скарабея, с которым купец появляется на приёме у Настасьи Филипповны, не случаен: он символизирует «оживающую душу».

### Музыкальное оформление
Музыка, написанная для фильма композитором Николаем Крюковым, не только включается в канву ленты как элемент сюжета, но и служит иллюстративным фоном к киноповествованию. К примеру, рассказ Рогожина князю Мышкину в вагоне поезда сопровождается сначала тревожными музыкальными фразами (история злоключений купца), затем — лирическими, щемящими (при упоминании о Настасье Филипповне вступает партия смычковых инструментов).
Для картины Крюков сочинил две песни на слова Михаила Матусовского. Одну из них исполняет на улице под звуки шарманки нищая девочка, образ которой, как сообщал Пырьев, был создан по мотивам романов «Преступление и наказание» и «Подросток» и служил для воспроизведения атмосферы второй половины XIX века. По замечанию литературоведа Урана Гуральника, в фильме «шарманщик и девочка воспринимаются как подлинно „достоевские“ герои». Исполняемая девочкой песня про венчающегося в Петербурге «сына купецкого» представляет собой стилизацию под городской романс, сюжет которого опосредованно соотносится с судьбами героев «Идиота»: «Но муж её ревнивый настиг в дому чужом / И в тот же миг зарезал изменницу ножом».
Вторым произведением Крюкова и Матусовского являются фривольные куплеты — их сначала напевает Ганя Иволгин, собираясь на приём к Настасье Филипповне, затем исполняет гостья хозяйки салона — Дарья Алексеевна: «По Невскому проспекту / Гуляла раз Катрин, / И вдруг весенний ветер / Поднял ей кринолин». Игривые куплеты про «проказницу Катрин» и солидного господина, подошедшего к ней с неким предложением, созвучны, по мнению исследователей, с судьбой главной героини, которая в тот момент пребывает в напряжённом ожидании относительно своего будущего. Непристойность в произведениях Достоевского, как отмечал литературовед Ромэн Назиров, нередко возникает при зарождении «сюжетно важных скандалов, для взрывания жеманства и ложной позы».

### Выход фильма
Первого апреля 1958 года члены худсовета киностудии «Мосфильм» обсудили готовую картину и сочли, что она является «большим достижением советского киноискусства». Менее чем через полтора месяца — 12 мая того же года — «Идиот» («Настасья Филипповна») вышел на экраны страны. В течение года ленту посмотрели 30,9 миллиона зрителей. В 1959 году на Всесоюзном кинофестивале в Киеве картина получила вторую премию; кроме того, она была удостоена диплома международного кинофестиваля в Эдинбурге. В октябре 1958 года состоялся показ «Идиота» на фестивале советского кино в Румынии, в 1959-м лента демонстрировалась в рамках недели советского кино в Великобритании, в 1960-м — на Кубе.

## Персонажи

### Князь Мышкин
Знакомство зрителей с князем Мышкиным происходит в вагоне, когда камера выхватывает из ряда пассажиров человека с грустными, понимающими, проникновенными глазами. Далее, особенно после признаний героя о нездоровье и долгом лечении за границей, возникает понимание, что окружающие принимают за идиотизм его сердечность и детскость. Вероятно, только Настасья Филипповна сразу угадывает в Мышкине героя своих грёз — «доброго, честного, хорошего человека». Образ князя, созданный Юрием Яковлевым, внутренне близок таким персонажам мировой литературы, как Дон Кихот и Жан Вальжан. Как отмечала киновед Людмила Погожева, Мышкин — «знаток лиц, он по ним читает, как по книге». Показательна в этом смысле сцена с портретом Настасьи Филипповны, который он по просьбе генеральши Епанчиной несёт в гостиную. Приникая губами к изображению незнакомой дамы, герой демонстрирует готовность по-рыцарски служить ей, потому что с первого взгляда чувствует её «подлинную природу».
К числу наиболее значимых сцен, раскрывающих образ князя, относится эпизод с пощёчиной, незаслуженно полученной Мышкиным от Гани. В ответ на оскорбительную оплеуху персонаж Яковлева произносит фразу «О, как вы будете стыдиться своего поступка» с таким «глубоким укором», что Иволгин-младший опускает голову.

В поведении князя, в его беспомощных детских слезах такая боль, такое недоумение перед злом, царящим в мире, такая слабость, растерянность, что именно эта сцена подготовляет будущую судьбу князя, ту, о которой в первой части нет ещё ни слова.— Людмила Погожева
Исследователи дают разные трактовки экранного образа Мышкина. Часть из них считает, что в нём реализованы режиссёрские представления о «наиболее высоконравственных представителях дворянской интеллигенции». При этом, как писал литературовед Уран Гуральник, в кинематографическом герое практически не заметен тот душевный недуг, который свойствен романному персонажу; в его психике отсутствует присущий «литературному» Мышкину «налёт мистицизма». Поступки и движения персонажа Юрия Яковлева имеют вполне реалистичную мотивировку, отмечал Гуральник. Иную точку зрения изложила исследователь Анастасия Рябоконь, писавшая, что в герое Яковлева многое — «не от мира сего», а его «небесное начало» более всего проявляется в гостиной Настасьи Филипповны. Сидя справа от героини, князь словно выполняет роль её ангела-хранителя, и потому «„бес“ в лице Рогожина на время отступает перед ним».

### Настасья Филипповна
Героиня Юлии Борисовой, являющаяся сюжетным центром картины, характеризуется окружающими как «колоритная натура», «неотшлифованный алмаз», обладательница «странного характера»; в её душе, по словам ростовщика Ивана Петровича Птицына, присутствует фанатизм японцев, способных «распороть свой живот на глазах обидчика». Лишь князь Мышкин видит в Настасье Филипповне ранимого и несчастного человека, берущего на себя вину за несовершенство мира. В сцене с деньгами, бросаемыми в камин, героиня, по словам Людмилы Погожевой, «не слабее, а сильнее окружающих». В этот момент Настасья Филипповна не просто сводит счёты со своими обидчиками, выступающими в роли благодетелей, — она словно вершит «суд на миром и собой».
Критики при анализе роли Юлии Борисовой обращают внимание не только на театральную манеру её игры с тщательной артикуляцией каждого произнесённого слова, но и на расхождения между романным и экранным образом героини. В фильме Настасья Филипповна предстаёт прежде всего страдающей женщиной; в ней не чувствуются те «тёмные бездны», инфернальность и покров мистики, которые, по мнению некоторых исследователей, являются сутью того же образа у Достоевского. Актриса передаёт надрыв и внутренний надлом своего персонажа, однако открытый протест Барашковой связан прежде всего с нежеланием быть вещью, продаваемой и покупаемой за деньги. Отсюда — фраза, обращённая ко всем гостям салона: «Вас всех теперь такая жажда на деньги обуяла, что вы словно одурели все!» Об особенностях экранной трактовкой образа Настасьи Филипповны говорит, в частности, киновед Ростислав Юренев:

Актриса и режиссёр лишают его [образ] демоничности, обречённой подвластности чувственным страстям. Не беснование этих страстей, а нестерпимая боль от попранной чистоты, от разменянного на деньги человеческого достоинства, от оскорблённой женственности и красоты толкает Настасью Филипповну на отчаянные поступки.— Ростислав Юренев

### Другие персонажи
Как отмечали критики, Пырьев, проводя отбор актёров, должен был изначально определить, какое развитие получат их персонажи во второй части. Однако не все исполнители оказались к этому подготовлены. По мнению Людмилы Погожевой, режиссёр ошибся с выбором актрисы на роль Аглаи, которой надлежало стать центром киноповествования в продолжении экранизации. Немало претензий было высказано исследователями и в адрес Леонида Пархоменко, исполнившего роль Рогожина. Если в романе «Идиот» существует «глубокая психологическая и надличностная» связь между Мышкиным, Настасьей Филипповной и богатым купцом, то в фильме эта взаимозависимость оказалась разорванной. Рогожин у Достоевского выглядит более сложным, противоречивым персонажем, чем на экране. То же самое касается компании его приятелей, которые выступают пёстрым фоном и «внутренне мало дифференцированы».
В то же время образ Гани Иволгина, созданный Никитой Подгорным, обрисован в картине гораздо ярче, чем в театральных постановках второй половины 1950-х годов. Ганя, не испытывая любви к Настасье Филипповне, соглашается за деньги вступить с нею в брак. Одновременно он готов вести торг с богатой невестой Аглаей Епанчиной. Сцена диалога князя Мышкина и Иволгина-младшего, когда последний откровенно признаётся, что с деньгами он сможет обрести власть и стать человеком «в высшей степени оригинальным», сыграна, по утверждению Погожевой, «с огромной экспрессией».

## Отзывы и рецензии
К числу первых рецензий на фильм «Идиот» («Настасья Филипповна») относится большая аналитическая статья киноведа Людмилы Погожевой, опубликованная в журнале «Искусство кино» (1958, № 7). Погожева отмечала, что картина Пырьева достаточно точно воспроизводит события первой части романа Достоевского, а героями ленты являются вполне реальные люди, существующие в реальных жизненных обстоятельствах. Реагируя на упрёки ряда зрителей в излишней «театральности» ленты, киновед предложила им перечитать роман Достоевского, одной из особенностей которого являются словесные поединки. Именно они стали основой фильма Пырьева.
При анализе актёрской работы Юлии Борисовой Погожева выделила кульминационную сцену картины, когда Настасья Филипповна бросает в огонь рогожинские деньги. Этот эпизод снят как противостояние «романтически приподнятой героини» и окружающей её толпы. Определённые претензии рецензента были связаны с упрощённой трактовкой образа Рогожина, в котором обнаруживается только «слепая, эгоистическая страсть». Кроме того, Погожева указала на неуместность и вульгарность куплетов о Катрин, звучащих в салоне Настасьи Филипповны, да и сам интерьер её квартиры показался автору публикации «раздражающе пёстрым».
К оценке Людмилы Погожевой об экранном воплощении Мышкина присоединяется театровед Елена Горфункель. Конфликт главного героя с обществом в исполнении Яковлева, по её мнению, не столько психологический, сколько этический. Его юношеское сознание брошено в грязь действительности. Персонаж Яковлева чересчур прост и добр для классической трагедии. Да и сам режиссёр не решается окунуть его в трагедию в полной мере, обрывая экранизацию романа Достоевского на полпути. По словам критика, актёрской игре Яковлева явно мешал характер бравурной страстности фильма, заданный режиссёром: форсированный музыкальный фон, навязчивая алая палитра цветов, излишне аффектированный диалог. Однако при всём этом актёр явно «подходил» на роль: «В нём было что-то слишком даже подходящее… Гармония, хрупкость, нежная красота лика, на котором ни одного рефлекса?» И. Пырьеву удалось передать бытовую психологию романа Достоевского, даже авторский комизм, однако физически и душевно здоровый персонаж Яковлева не имел, по словам Е. Горфункель, своей миссии: он опасался людского мира, и это был страх жизни.
Позже обстоятельный анализ картины был дан в книге литературоведа Урана Гуральника «Русская литература и советское кино», вышедшей в издательстве «Наука». Говоря об особенностях актёрской игры, Гуральник обратил внимание на резкую смену крупных планов при монтаже ленты: «Этот приём себя оправдал: глаза и лица <…> сказали здесь несравненно больше, чем могла бы выразить любая динамическая мизансцена». Герои фильма, по мнению литературоведа, противопоставляются по принципу «чёрное — белое», при этом Рогожин, изображённый как «разнузданный хам и полуживотное», выглядит наименее естественно.
Вопрос о том, почему Пырьев так и не снял вторую часть фильма, оставался для зрителей и киноведов актуальным в течение длительного времени. Ответ на него попытался дать кинокритик Ростислав Юренев. По его мнению, осмысление идей Достоевского с точки зрения современности давалось режиссёру «с потерями, с трудом»:

Блестяще экранизировав первую половину романа «Идиот», найдя в артистах Ю. Яковлеве и Ю. Борисовой отличных исполнителей ролей князя Мышкина и Настасьи Филипповны, Пырьев не нашёл художественных средств для трагических обстоятельств второй половины книги и оставил экранизацию незавершённой. — Ростислав Юренев
Свои отзывы о фильме дали и кинематографисты следующих поколений. По мнению режиссёра 
Сергея Соловьёва, Пырьев, обладая «чувством времени» и будучи при этом живым человеком с собственными метаниями, хорошо представлял, о чём следует рассказывать зрителям эпохи оттепели. Композитор Владимир Дашкевич признавался, что выход «Идиота» стал для него потрясением: «Первая часть задуманного проекта — „Настасья Филипповна“ — была сделана кровью сердца». Иную точку зрения выразил Глеб Панфилов, заметивший, что «театральность» пырьевской ленты вошла в противоречие со стилистикой и интонацией кинематографа оттепели, ставившего во главу угла естественность и правдоподобие.

## В контексте экранных и сценических интерпретаций
Кинематографисты и театральные деятели начали проявлять интерес к произведению Достоевского задолго до выхода в свет ленты Пырьева. Одна из первых российских постановок «Идиота» была осуществлена в 1899 году на сцене Александринского театра, где главные роли играли Мария Савина и Роман Аполлонский. В том же году к инсценировке «Идиота» обратился Малый театр — там образ Настасьи Филипповны создала Мария Ермолова. Затем состоялась и первая экранизация романа — в 1910 году Пётр Чардынин снял пятнадцатиминутный фильм с Андреем Громовым в роли Мышкина. Современники режиссёра весьма строго оценили его работу — к примеру, критик «Кине-журнала» (1910, № 24) писал, что картина «не удалась, да вообще очень трудно Достоевского передать не только для кинематографа, он вообще неудачно укладывается в рамки драмы».
Затем возникла длительная пауза, которая, по словам киноведа Андрея Апостолова, была связана с тем, что в сталинскую эпоху Достоевский оказался «не репертуарным для советского кино автором». После Второй мировой войны интерес к Достоевскому вообще и к «Идиоту» в частности стал проявлять мировой кинематограф: в 1946 году на экраны вышел одноимённый фильм Жоржа Лампена с Жераром Филипом в роли князя; в 1951 году свою экранную трактовку представил Акира Куросава, который перенёс действие в Японию XX века. Со второй половины 1950-х годов в СССР началась постепенная «реабилитация» Достоевского — сначала в литературоведении и театре, затем в кино. Поскольку эпоха оттепели ознаменовалась возвращением советских фильмов в контекст мирового кинопроцесса, выход пырьевского «Идиота» должен был, как утверждал Апостолов, «выполнить определённую внешнеполитическую задачу» и показать уровень либерализации в стране. Фильм был отправлен на Венецианский кинофестиваль, дирекция которого, однако, не стала включать ленту в конкурсную программу; отказ объяснялся излишней театральностью картины.
Возвращение Достоевского на советские театральные подмостки было весьма масштабным — инсценировки «Идиота» осуществлялись не только в Москве и Ленинграде, но и в других городах. Ещё до выхода картины Пырьева прошли премьерные спектакли в Ленинграде (БДТ) и Москве (Театр имени Вахтангова). По словам киноведа Людмилы Погожевой, Мышкин в ленте Пырьева иной, чем в этих сценических воплощениях. Так, Иннокентий Смоктуновский в ленинградской постановке Товстоногова играет князя как страдающего и бессильного человека с чистой душой. У Николая Гриценко в спектакле Вахтанговского театра Мышкин отличается «болезненностью» и желанием поучать (в этом же спектакле Юлия Борисова продолжила работу над образом Настасьи Филипповны). В экранном герое Юрия Яковлева почти нет признаков болезни; он предстаёт перед зрителями прежде всего как благородный, сердечный и несколько наивный человек.
Несколько иное мнение об экранном и сценическом воплощении «Идиота» изложила театровед Елена Горфункель, которая сочла, что игра московских исполнителей роли князя «на фоне Мышкина ленинградского» воспринимается как неудача. Яковлев и Гриценко были вынуждены спорить со своей внешностью и со своим амплуа. Они сами себя ретушировали нерешительным тоном, приглушёнными интонациями, вялыми жестами и тому подобными приёмами, в то время как эти актёры были типичными молодыми людьми послевоенной сцены: «Притворно слабые, а на самом деле здоровые, культурные, энергичные московские Мышкины от всех этих противоречий имели несколько пристыженный вид. Актёрам не удавалось скрыть естество, остроумие, едкую хара́ктерность, интеллигентность, свойственные им самим и не свойственные искомому Мышкину». Позже тема «Идиота» была обыграна в фильме Эльдара Рязанова «Берегись автомобиля», где лёгкое безумие Деточкина-Смоктуновского перекликается с ролью Мышкина («Ты посмотри на себя — ведь ты же идиот!»), а за кадром звучит голос Юрия Яковлева.
К числу нереализованных проектов исследователи относят замысел Андрея Тарковского, писавшего в 1970 году в дневниках об идее снять семисерийный фильм «Идиот» для телевидения. В конце XX — начале XXI века список экранных трактовок «Идиота» пополнили снятый в стилистике театра кабуки фильм «Настасья» Анджея Вайды (позже утверждавшего, что «кино не подходит для Достоевского»), пародийная лента Романа Качанова «Даун Хаус» и телесериал Владимира Бортко, названный Апостоловым «эталонной экранизацией»:

Под эталоном подразумевается не качество фильма, не поддающееся объективной оценке, и даже не степень его соответствия литературному первоисточнику, но, скорее, соответствие средневзвешенному общественному представлению об этом первоисточнике. — Андрей Апостолов

## Над фильмом работали

### В главных ролях[комм. 1]
| Актёр             | Роль                |
| ----------------- | ------------------- |
| Юрий Яковлев      | князь Мышкин        |
| Юлия Борисова     | Настасья Филипповна |
| Никита Подгорный  | Ганя Иволгин        |
| Леонид Пархоменко | Парфён Рогожин      |

### Действующие лица и исполнители[комм. 1]
| Актёр              | Роль                        |
| ------------------ | --------------------------- |
| Раиса Максимова    | Аглая Епанчина              |
| Вера Пашенная      | генеральша Епанчина         |
| Николай Пажитнов   | генерал Епанчин             |
| Клавдия Половикова | Нина Александровна Иволгина |
| Иван Любезнов      | генерал Иволгин             |
| Людмила Иванова    | Варя Иволгина               |
| Владимир Муравьёв  | Фердыщенко                  |
| Сергей Мартинсон   | Лебедев                     |
| Павел Стрелин      | Тоцкий                      |
| Григорий Шпигель   | Птицын                      |
| Степан Борисов     | Залёжев                     |

### В эпизодах[комм. 1]
| Г. Самохина    | Раиса Куркина   | Т. Азарова       |
| А. Файт        | Эммануил Геллер | Н. Кутузов       |
| А. Добронравов | С. Троицкий     | В. Ванышев       |
| Ф. Шишеев      | В. Гераскин     | А. Костомолоцкий |
| А. Геруцкая    |                 |                  |

## Съёмочная группа[комм. 1]
| Роль                                                | Имя                                                                |
| --------------------------------------------------- | ------------------------------------------------------------------ |
| Сценарий и постановка                               | Иван Пырьев                                                        |
| Главный оператор                                    | Валентин Павлов                                                    |
| Художник                                            | Стален Волков                                                      |
| Музыка                                              | Николай Крюков                                                     |
| Звукооператор                                       | Евгения Индлина                                                    |
| Режиссёр                                            | Владимир Семаков                                                   |
| Костюмы                                             | Константин Савицкий                                                |
| Монтаж                                              | Анна Кульганек                                                     |
| Грим                                                | Анна Патеновская                                                   |
| Текст песен                                         | Михаил Матусовский                                                 |
| Редактор                                            | Григорий Марьямов                                                  |
| Оператор                                            | Владимир Мейбом                                                    |
| Ассистенты                                          | Юрий Данилович, Диляра Востокова, Гусейн Ахундов, Анатолий Баранов |
| Оператор комбинированных съёмок                     | Борис Арецкий                                                      |
| Художник комбинированных съёмок                     | Людмила Александровская                                            |
| Директор картины                                    | И. Л. Биц                                                          |
| Дирижёр Оркестра Управления по производству фильмов | Вероника Дударова                                                  |

## Комментарии
1. 1 2 3 4  Распределение ролей на «главные», «действующих лиц» и «эпизоды», порядок следования ролей в списке и их название, состав съёмочной группы приводится по титрам фильма[1].